# North Berwick
North Berwick (gael. Bearaig a Tuath) – miasto w południowo-wschodniej Szkocji, w jednostce administracyjnej (council area) East Lothian, położone na południowym brzegu zatoki Firth of Forth, 40 km na wschód od Edynburga.

## Historia
Nazwa miasta wzięła się od szkockiego Bere-wic, oznacza to tyle co „osada jęczmienna”. W 1250 r. pojawia się pierwsza wzmianka o osadzie 'Northberwyk. Określenie North odróżnia miasto od położonego bardziej na południe miasta Berwick-upon-Tweed, znanego w średniowieczu jako South Berwick. W XII w. powstał port, który obsługiwał pielgrzymów udających się do St Andrews. Przeprawa ta działała przez 500 lat, obecnie została reaktywowana. W 1590 r. odbyło się tu wiele procesów czarownic. Po parowiekowym zastoju, w połowie XIX wieku miasto zaczęło ponownie się rozwijać, głównie za sprawą uruchomionego w 1850 roku połączenia kolejowego z Edynburgiem. Wówczas to powstał tu jeden z pierwszych ośrodków golfowych, a miasteczko stało się popularnym kierunkiem turystycznym. 

## Atrakcje
- W pobliżu miasta na zatoce Firth of Forth znajduje się kilka wysp, najbardziej znaną jest Bass Rock. Wyspa ta jest objęta ochroną, ponieważ jest jedną z największych kolonii głuptaków na świecie i innych ptaków morskich, takich jak maskonury, które dość licznie tu występują. Ptaki można obserwować przez zdalnie sterowane kamery na wyspie w Scottish Seabird Centre w North Berwick.
- 5 km na wschód od miasteczka znajdują się ruiny XIV wiecznego zamku Tantallon Castle, w 1651 roku na skutek oblężenia zamek uległ poważnemu zniszczeniu.
- North Berwick Law – to wzniesienie ponad miastem o wulkanicznym charakterze z którego roztacza się przepiękny widok na miasto. Na jego szczycie stoi wieża strażnicza wybudowana podczas wojen napoleońskich (1803 rok).

## Współpraca
- Kerteminde, Dania